# Antoni Rajkiewicz

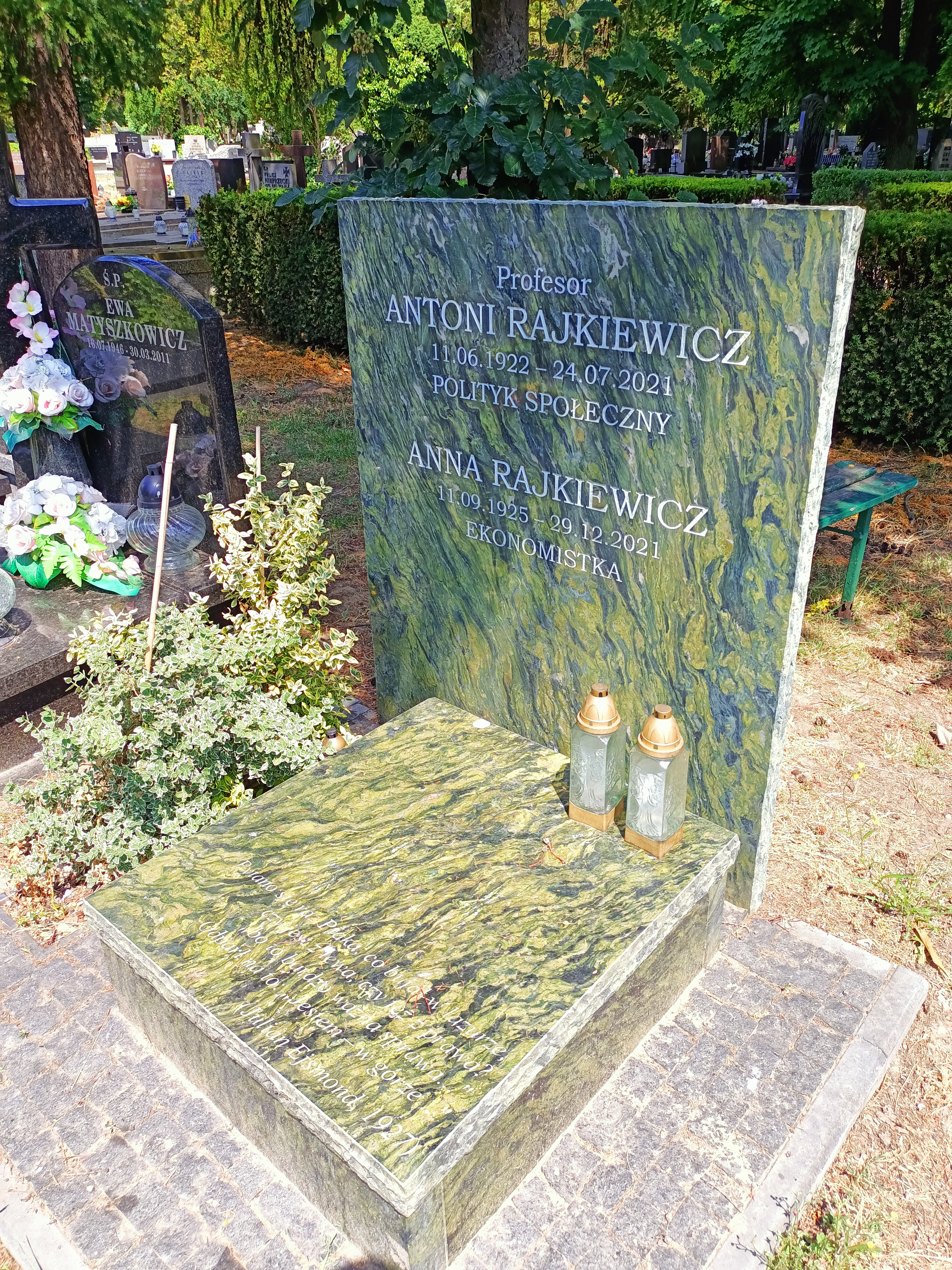
Grób Antoniego i Anny Rajkiewiczów na cmentarzu Wojskowym na Powązkach

Antoni Marian Rajkiewicz (ur. 11 czerwca 1922 w Drużbicach, zm. 24 lipca 2021) – polski ekonomista i polityk, minister pracy, płac i spraw socjalnych (1981–1982).

## Życiorys
Urodził się w nauczycielskiej rodzinie jako syn Lucjana. Kształcił się w Piotrkowie Trybunalskim oraz Warszawie.
Po wybuchu II wojny światowej edukację kontynuował w ramach tajnego nauczania, zdając maturę w 1941. W czasie pobytu w Warszawie współorganizował pomoc dla ludności żydowskiej, uczestniczył w akcjach konspiracyjnych, zarabiał na życie m.in. jako tragarz na Dworcu Głównym. Następnie pracował jako pisarz w majątkach rolnych k. Piotrkowa Trybunalskiego. W październiku 1942 został przewieziony do pracy przymusowej w kamieniołomach k. Kielc, a następnie pracował jako robotnik rolny w okolicznych majątkach ziemskich. W marcu 1944 powrócił do domu rodzinnego w Przygłowie. Równocześnie podjął pracę w Polskim Komitecie Opiekuńczym w Piotrkowie Trybunalskim. We wrześniu 1944 został aresztowany przez gestapo, uciekł z transportu i po powrocie do Piotrkowa organizował pomoc dla uchodźców z Warszawy.
W 1948 ukończył studia na Wydziale Prawno-Ekonomicznym Uniwersytetu Łódzkiego. Podczas studiów pełnił funkcję prezesa Bratniej Pomocy Studentów. Po ukończeniu studiów, od czerwca 1948, pracował jako asystent w łódzkim oddziale Szkoły Głównej Handlowej oraz jako adiunkt w uniwersyteckim Studium Wiedzy o Polsce i Świecie Współczesnym. W 1950 przeszedł do katedry planowania gospodarki narodowej Uniwersytetu Łódzkiego, a w 1951 rozpoczął studia aspiranckie w Szkole Głównej Planowania i Statystyki w Warszawie, gdzie w 1954 obronił doktorat na podstawie pracy Planowa gospodarka siłą roboczą i otrzymał etat zastępcy profesora, a w 1962 uzyskał stopień doktora habilitowanego. W 1969 został profesorem nadzwyczajnym Uniwersytetu Warszawskiego, a od 1977 do 2012 był profesorem zwyczajnym UW w Instytucie Polityki Społecznej na Wydziale Dziennikarstwa i Nauk Politycznych. W latach 1959–1960 stypendysta Ford Foundation w Niemczech Zachodnich i w Szwajcarii.
W latach 1945–1946 należał do Polskiej Partii Robotniczej, a od 1950 do rozwiązania w 1990 – do Polskiej Zjednoczonej Partii Robotniczej (według informatora Kto jest kim w Polsce do PPR należał w latach 1945–1948, a do PZPR – od 1948). W latach 1957–1962 członek Rady Ekonomicznej przy Prezesie Rady Ministrów, 1976–1980 członek Zespołu Doradców Naukowych I Sekretarza KC PZPR, 1986–1989 członek Rady Konsultacyjnej przy Przewodniczącym Rady Państwa. W 1980 uczestniczył w przygotowaniu Porozumień Sierpniowych w Gdańsku. Od 31 lipca 1981 do 9 października 1982 był ministrem pracy, płac i spraw socjalnych w rządzie Wojciecha Jaruzelskiego. Uczestniczył w obradach Okrągłego Stołu po stronie partyjno-rządowej w podzespole do spraw stowarzyszeń i samorządu terytorialnego oraz w zespole do spraw gospodarki i polityki społecznej. W latach 1982–1991 był członkiem Kolegium Najwyższej Izby Kontroli, a w latach 1987–1989 członkiem Zespołu Doradców Sejmowych, uczestnicząc w pracach Rządowej Komisji Reformy Gospodarczej.
W 1954 został wybrany na sekretarza Zarządu Głównego Związku Nauczycielstwa Polskiego, a w 1957 na wiceprezesa ZG ZNP. Od 1957 do 1962 należał do Klubu Krzywego Koła, a w latach 80. do Grupy Dialogu Społecznego „Consensus”. W latach 1974–1999 był redaktorem naczelnym miesięcznika „Polityka Społeczna”. Od 1982 był członkiem honorowym Towarzystwa Naukowego Płockiego, a od 1996 honorowym przewodniczącym Komitetu Nauk o Pracy i Polityce Społecznej Polskiej Akademii Nauk. W 1995 otrzymał tytuł doktora honoris causa Uniwersytetu Helsińskiego. 
W 1992 przeszedł na emeryturę.
Był mężem Anny Teresy z Henclewskich (1925–2021), ekonomistki.
Zmarł 24 lipca 2021, pochowany 30 lipca 2021 na cmentarzu Wojskowym na Powązkach w Warszawie (kwatera II A 43-3-13).

## Ordery i odznaczenia
- Krzyż Wielkim Orderu Odrodzenia Polski (28 maja 1997)[3]
- Krzyż Komandorski z Gwiazdą Orderu Odrodzenia Polski (1996)[7]
- Order Sztandaru Pracy II klasy
- Srebrny Krzyż Zasługi (16 lipca 1955)[8]
- Medal 10-lecia Polski Ludowej (14 stycznia 1955)[9]
- Medal za Długoletnie Pożycie Małżeńskie (16 października 1996)[10]
- Medal im. Wacława Szuberta (1999)
- Odznaka tytułu honorowego „Zasłużony Nauczyciel Polskiej Rzeczypospolitej Ludowej”
- Złota odznaka związkowa Związku Zawodowego Nauczycielstwa Polskiego (1955)[11]
- Odznaka honorowa Miasta Płocka (2000)[2]

Źródło.